# Phoebe Mills
Pour les articles homonymes, voir Mills.
Phoebe Lan Mills, née le 2 novembre 1972 à Highland Park (Illinois), est une gymnaste artistique américaine.

## Biographie
Phoebe Mills remporte aux Jeux olympiques d'été de 1988 à Séoul la médaille de bronze à la poutre.
Elle est la sœur du patineur de vitesse Nathaniel Mills.

## Palmarès

### Jeux olympiques
- Séoul 1988
  -  médaille de bronze à la poutre

### Autres
- American Cup 1987 :
  -  3e au concours général

- American Cup 1988 :
  -  1re au concours général